# Centrale nucléaire de Smolensk
La centrale nucléaire de Smolensk (en russe : Смоленская АЭС, Smolenskaïa AES) est située à environ 3 km de la ville de Desnogorsk, dans l'oblast de Smolensk, sur la rivière Desna. Elle se trouve à 106 km au sud-est de la ville de Smolensk qui lui a donné son nom.

## Description
La centrale est équipée de trois réacteurs RBMK-1000 de conception soviétique.
Les trois tranches sont raccordées, en ce qui concerne l'électricité produite, au système énergétique unifié de la Russie par six lignes électriques d'une tension de 330 kV (Roslavl-1, 2), 500 kV ( Kaluga , Mikhailov ), 750 kV (Novo-Bryanskaya, Belorusskaya).
| Nom du Réacteur | Modèle    | Puissance Brute(Mwe) | Puissance Nette(Mwe) | Début de Construction | Raccordement au réseau | Mise en service commerciale | Statut                                      |
| --------------- | --------- | -------------------- | -------------------- | --------------------- | ---------------------- | --------------------------- | ------------------------------------------- |
| Smolensk-1      | RBMK-1000 | 1000                 | 971                  | 01.10.1975            | 09.12.1982             | 30.09.1983                  | Opérationnel, mise à l'arrêt prévue en 2032 |
| Smolensk-2      | RBMK-1000 | 1000                 | 971                  | 01.06.1976            | 31.05.1985             | 02.07.1985                  | Opérationnel, mise à l'arrêt prévue en 2035 |
| Smolensk-3      | RBMK-1000 | 1000                 | 971                  | 01.05.1984            | 17.01.1990             | 12.10.1990                  | Opérationnel, mise à l'arrêt prévue en 2040 |

La centrale est située à côté du lac de Desnogorsk (42 km2) nécessaire à son refroidissement.
Le propriétaire-exploitant de la centrale est l'entreprise d'État Rosenergoatom.

## Projet
Smolensk-II, située à six km, est prévue pour remplacer la centrale actuelle à partir de 2032. Elle sera équipée de deux réacteurs VVER-TOI,,.